# Club Atlético River Plate 1923
Questa voce raccoglie le informazioni riguardanti il Club Atlético River Plate nelle competizioni ufficiali della stagione 1923.

## Stagione
Nel 1923 il presidente Bacigaluppi fece spostare il club da La Boca al quartiere di Palermo, tra avenida Alvear e calle Tagle. Nel campionato organizzato dalla Federazione Amateurs, il River ben figurò, arrivando anche a inanellare una serie positiva di 10 incontri.

## Maglie e sponsor
| Casa |

## Rosa
| N. |                      | Ruolo | Calciatore        |
| -- | -------------------- | ----- | ----------------- |
|    | Argentina (bandiera) | P     | Juan Crotti       |
|    | Argentina (bandiera) | P     | Carlos Ísola      |
|    | Argentina (bandiera) | P     | Aberlardo Lannot  |
|    | Argentina (bandiera) | P     | Luis Libera       |
|    | Argentina (bandiera) | P     | L. Perazzo        |
|    | Argentina (bandiera) | D     | Pedro Choperena   |
|    | Argentina (bandiera) | D     | Jacinto Giúdice   |
|    | Argentina (bandiera) | C     | Pedro Etchenique  |
|    | Argentina (bandiera) | C     | Cándido García    |
|    | Argentina (bandiera) | C     | Humberto Porta    |
|    | Argentina (bandiera) | C     | Heriberto Simmons |
|    | Argentina (bandiera) | C     | Roberto Taramasso |

| N. |                      | Ruolo | Calciatore         |
| -- | -------------------- | ----- | ------------------ |
|    | Argentina (bandiera) | C     | Antonio Traverso   |
|    | Argentina (bandiera) | A     | Delirio Álvarez    |
|    | Argentina (bandiera) | A     | Ildefonso Alzúa    |
|    | Argentina (bandiera) | A     | Casildo Fallatti   |
|    | Argentina (bandiera) | A     | Enrique Gainzarain |
|    | Argentina (bandiera) | A     | Pascual Licciardi  |
|    | Argentina (bandiera) | A     | Pascual Liporassi  |
|    | Argentina (bandiera) | A     | Fausto Lucarelli   |
|    | Argentina (bandiera) | A     | Emilio Medone      |
|    | Argentina (bandiera) | A     | Francisco Osilio   |
|    | Argentina (bandiera) | A     | Nicolás Rofrano    |
|    | Argentina (bandiera) | A     | Jerónimo Uriarte   |

## Statistiche

### Statistiche di squadra
| Competizione     | Punti | Totale | Totale | Totale | Totale | Totale | Totale | DR  |
| Competizione     | Punti | G      | V      | N      | P      | Gf     | Gs     | DR  |
| ---------------- | ----- | ------ | ------ | ------ | ------ | ------ | ------ | --- |
| Primera División | 31    | 20     | 14     | 3      | 3      | 29     | 12     | +17 |
| Totale           | -     |        |        |        |        |        |        | -   |